# Liechtensteiner-Cup 1980-1981
La Liechtensteiner-Cup 1980-1981 è stata la 36ª edizione della coppa nazionale del Liechtenstein conclusa con la vittoria finale del FC Balzers, al suo quarto titolo.
Della competizione è noto solo il risultato della finale.

## Finale
| Eschen | FC Balzers | 3 – 0 | FC Ruggell |  |